# Las Moras, Guanajuato
Las Moras är en ort i Mexiko.   Den ligger i kommunen Tierra Blanca och delstaten Guanajuato, i den centrala delen av landet, 210 km nordväst om huvudstaden Mexico City. Las Moras ligger 1 746 meter över havet och antalet invånare är 666.
Terrängen runt Las Moras är huvudsakligen kuperad. Las Moras ligger nere i en dal. Runt Las Moras är det ganska glesbefolkat, med 34 invånare per kvadratkilometer. Närmaste större samhälle är Victoria, 16,3 km norr om Las Moras. Trakten runt Las Moras består i huvudsak av gräsmarker.